# The Slave
The Slave is een Amerikaanse stomme en korte film uit 1909 onder regie van D.W. Griffith.

## Verhaal
Een Griekse vrouw trouwt met een zwoegende beeldhouwer. Als ze in geldnood komen, biedt ze aan zichzelf te verkopen als slavin.

## Rolverdeling
| Acteur            | Personage           |
| ----------------- | ------------------- |
| Florence Lawrence | Nerada              |
| Harry Solter      | Deletrius           |
| James Kirkwood    | Alachus             |
| Kate Bruce        | Vrouw in het Zwart  |
| Arthur V. Johnson | Een Griek           |
| Owen Moore        | Een Griek           |
| Lottie Pickford   | Danser              |
| Mary Pickford     | Meisje in Rechtbank |
| Mack Sennett      | Barbaar             |
| Henry B. Walthall | De Boodschapper     |
| Gladys Egan       | -                   |